# Maryville (Illinois)
Maryville és una població dels Estats Units a l'estat d'Illinois. Segons el cens del 2000 tenia 4.651 habitants.

## Demografia
Segons el cens del 2000, Maryville tenia 4.651 habitants, 1.743 habitatges, i 1.267 famílies. La densitat de població era de 384,5 habitants/km².
Dels 1.743 habitatges en un 35,6% hi vivien nens de menys de 18 anys, en un 61,8% hi vivien parelles casades, en un 8,8% dones solteres, i en un 27,3% no eren unitats familiars. En el 21,9% dels habitatges hi vivien persones soles el 5,5% de les quals corresponia a persones de 65 anys o més que vivien soles. El nombre mitjà de persones vivint en cada habitatge era de 2,53 i el nombre mitjà de persones que vivien en cada família era de 2,99.
Per edats la població es repartia de la següent manera: un 24,9% tenia menys de 18 anys, un 7,2% entre 18 i 24, un 33,3% entre 25 i 44, un 21,7% de 45 a 60 i un 12,9% 65 anys o més.
L'edat mediana era de 36 anys. Per cada 100 dones de 18 o més anys hi havia 87 homes.
La renda mediana per habitatge era de 60.135 $ i la renda mediana per família de 62.110 $. Els homes tenien una renda mediana de 43.226 $ mentre que les dones 30.393 $. La renda per capita de la població era de 27.634 $. Aproximadament el 2,6% de les famílies i el 4,1% de la població estaven per davall del llindar de pobresa.

## Poblacions properes
El següent diagrama mostra les poblacions més properes.